# پنج‌تکه‌واران
پنج‌تکه‌واران (نام علمی: Pentatomoidea) نام یک بالاخانواده از فروراسته پنج‌تکه‌ریختان است.